# Maron (Banyakan)
Maron is een bestuurslaag in het regentschap Kediri van de provincie Oost-Java, Indonesië. Maron telt 5268 inwoners (volkstelling 2010).